# Gustavo Bucchia
Gustavo Bucchia (Brescia, 5 febbraio 1810 – Resiutta, 9 novembre 1889) è stato un politico italiano.
Fu senatore del Regno d'Italia nella XV legislatura.
Fu docente di ingegneristica all'Università di Padova.

## Onorificenze

Considerazioni intorno al porto di Lido (1876)

### Onorificenze italiane
- Istituto veneto di scienze, lettere ed arti, di cui fu presidente dal 1880 al 1882.

## Opere
- Gustavo Bucchia, Considerazioni intorno al porto di Lido ed alla laguna di Venezia, [Venezia], [Tip. Antonelli], [1876].
- Gustavo Bucchia, Note intorno ad alcune regole idrauliche per l'ordinamento dei canali di scolo di un basso terreno pianeggiante, Padova, Tipografia G. B. Randi, 1875.
- Gustavo Bucchia, Intorno alla vertenza sulla stabilità dei muraglioni progettati per la difesa di Verona contro le piene dell'Adige, insorta fra l'ing. E. Cavalieri, membro della Commissione progettista, e la Commissione tecnica nominata dalla Giunta municipale per riferire intorno ad un progetto di Lungadige a S. Zeno, Verona, Stab. tipogr. di G. Civelli, 1888.
- Gustavo Bucchia, Voto dell'ingegnere professor Gustavo Bucchia sopra il progetto del consigliere ministeriale Cavalier Pasetti relativo alla sistemazione del Guà mercà¨ la sua immissione in Chiampo-Alpone esteso per commissione dei consorzi e comuni della provincia veronese opponenti al progetto medesimo, Verona, Tipografia Vicentini e Franchini, 1863.